# Jan Wong
Jan Wong (黄明珍, pinyin: Huáng Míngzhēn) (Montreal, 15 de agosto de 1953) es una periodista y escritora canadiense de origen chino. 

## Biografía
Durante el período de la Revolución Cultural dejó la Universidad McGill y tomó un vuelo hacia China. Al ser maoísta, fue una de los dos estudiantes universitarios extranjeros a los que se les permitió estudiar en la Universidad de Pekín. Tras haber visto la China comunista y la Revolución Cultural, se fue desilusionando gradualmente con la ideología del partido, y regresó a Canadá. Más tarde, estudió periodismo en la Universidad de Columbia, y volvió a China muchos años más tarde como corresponsal extranjera del diario The Globe and Mail, donde entre otras cosas cubriría la Revuelta de la Plaza de Tian'anmen. Tiempo después, recogió su experiencia en un libro, Red China Blues, que se prohibió en China. Tras un segundo viaje a China a finales de la década de 1990, escribió un libro titulado Jan Wong's China, una visión personal de la vida social, la economía y la política de la China moderna.[cita requerida]
A finales de la década de 1990, escribía regularmente una columna, "Lunch with Jan Wong", en The Globe and Mail. Esta columna, en la que retrataba a una persona famosa durante una comida, la situaría como una periodista de prestigio en el periodismo canadiense. Wong ha sido muy criticada por su estilo agresivo, aunque su popularidad no se ha resentido.[cita requerida]

## Vida personal
Wong y su marido, Norman Schulman, tienen dos hijos: Ben, nacido en 1991, y Sam, nacido en 1994.[cita requerida]

## Otras lecturas
- Red China Blues: My Long March from Mao to Now, Jan Wong, Doubleday, 1997, 416 páginas, ISBN 0-385-48232-9 (Contiene mucho material autobiográfico, así como testimonio ocular de la Masacre de Tian'anmen y la base para estimar el número de víctimas.)
- Jan Wong's China: Reports From A Not-So-Foreign Correspondent, Jan Wong, Doubleday Canada, 1999, 320 páginas, ISBN 0-385-25939-5
- Jan Wong, Lunch With Jan Wong, Bantam, junio de 2001, ISBN 0-385-25982-4

### Vídeo relacionado
- Aparición en televisión en CBC News: The Hour, 22 de noviembre de 2005, en una entrevista sobre China y la gripe aviar.

- Datos: Q710973